# Christoph Adam Dörr
Christoph Adam Dörr (* 1709 in Tübingen; † 1788 ebenda) war Knopfmacher und ab 1768 Bürgermeister von Tübingen.

## Leben
Christoph Adam Dörr stammte aus einer Handwerkerfamilie. Sein Großvater Nikolaus Dörr war Bierbrauer in Birnheim bei Frankfurt am Main. Dörr war ein Sohn des Tübinger Schuhmachers Johann Nikolaus und seiner Frau Anna Rosina geb. Schiller (verheiratet seit 1707).
Christoph Adam Dörr ging es finanziell recht gut. 1735 kaufte er das erste Viertel des zentral gelegenen Hauses Holzmarkt 5. Das Haus kaufte er dann in Viertelanteilen innerhalb einiger Jahre zusammen. In dem Haus, das er später seinen Kindern weitergab, wohnte er und betrieb seine Werkstatt.
Christoph Adam Dörr beteiligte sich öffentlich seit 1744, indem er Ratsverwandter wurde. Dieses Amt hatte er bis 1758 inne. 1759 avancierte er zum Gerichtsverwandten und seit 1768 bis zu seinem Tod war er zusätzlich auch Bürgermeister von Tübingen.

## Ehefrauen und Nachkommen
Christoph Adam Dörr heiratete 1733 Maria Regina geb. Juda, Tochter eines Barbierers und Gerichtsverwandten in Sulz am Neckar. Nach ihrem recht schnellen Tod heiratete er 1739 Juliane Friederike geb. Hagmaier, Tochter des Pfarrers von Beihingen am Neckar.
Er heiratete zum dritten Mal 1787, ein Jahr vor seinem Tod, Elisabeta Catarina Löffler geb. Will.
Dörr war mit seiner zweiten Frau der Vater des Tübinger Porträtmalers Jakob Dörr und dadurch Großvater des Malers Christoph Friedrich Dörr. Er war auch der Vater des Pfarrers von Kusterdingen Johann Christoph Dörr. Er war ferner der Vater von Adam Friedrich Dörr, der wie sein Vater als Knopfmacher arbeitete, und dadurch Großvater des Malers Carl Friedrich Dörr.